# Gasteruption undulatum
Gasteruption undulatum – gatunek błonkówki z rodziny zadziorkowatych i podrodziny Gasteruptiinae.
Gatunek opisany w 1879 roku przez Elzéara Abeille de Perrin jako Foenus undulatum.

## Opis
Głowa, trzonki czułków, boki tułowia i pozatułowia czarne. Głowa w widoku przednim niewyciągnięta poniżej linię oczu. Żuwaczki u nasady ciemnobrązowe. Żeberko potyliczne zanikające w części środkowo-grzbietowej. Nadustek z niewielkim wgłębieniem, niekiedy zanikłym. Ciemię bardzo drobno nakłuwane, zaś śródtarczka wyraźnie pomarszczona. W przednio-bocznej części przedplecza samic obecny ząbek. Odnóża tylne o tęgich goleniach z wyraźną, jasną opaską w pobliżu nasady i żółtobrązowymi, brązowymi lub ciemnobrązowymi ostrogami. Osłonki pokładełka samicy od 1,3 do 1,5 razy tak długie jak tylne golenie; na wierzchołku czarniawe bądź nieco brązowawe, a jeśli jaśniejsze to część rozjaśniona jest wyraźnie krótsza niż nasadowy człon tylnych stóp. Samiec z płytko wciętym hypopygium.

## Rozprzestrzenienie
W Europie wykazany został z Austrii, Balearów, Belgii, Bułgarii, Cyklad, Czech, Dodekanezu, Finlandii, Francji, Grecji, Hiszpanii, Korsyki, Niemiec, Polski, Portugalii, Sardynii, Słowacji, Szwajcarii, Węgier, Włoch i Wysp Egejskich Północnych. Ponadto znany z Turcji.